# Nút giao thông Jungnang
Nút giao thông Jungnang (Tiếng Hàn: 중랑 나들목, 중랑IC) còn được gọi là Jungnang IC là nút giao thông thứ hai của Đường cao tốc Sejong–Pocheon, chạy qua Sinnae-dong, Jungnang-gu, Seoul và Inchang-dong, Guri-si, Gyeonggi-do.

## Lịch sử
- 5 tháng 6 năm 2012: Để xây dựng Đường cao tốc Guri-Pocheon, khu vực Sinnae-dong trong quảng trường giao thông của các cơ sở quy hoạch đô thị ở Jungnang-gu, Seoul và khu vực Inchang-dong trong giao thông quảng trường của các cơ sở quy hoạch đô thị ở Guri-si đã được công bố là Nút giao thông Jungnang[1]
- 24 tháng 12 năm 2014: Do thay đổi trong kế hoạch thực hiện dự án đầu tư tư nhân Đường cao tốc Guri-Pocheon, khu vực quảng trường giao thông dành cho các cơ sở quy hoạch đô thị ở Jungnang-gu, Seoul và quảng trường giao thông dành cho các cơ sở quy hoạch đô thị ở Thành phố Guri đã được thay đổi[2]
- 30 tháng 6 năm 2017: Đoạn Guri ~ Pocheon của Đường cao tốc Sejong–Pocheon thông xe và bắt đầu lưu thông[3]

## Thông tin cấu trúc
- Vị trí: Sinnae-dong, Jungnang-gu, Seoul và Inchang-dong, Guri-si, Gyeonggi-do
- Trạm thu phí Bukjungnang (về phía Guri): 53-20 Galmae-dong, Guri-si, Gyeonggi-do
- Trạm tthu phí Bukjungnang (lối vào Pocheon): 54 Galmae-dong, Guri-si, Gyeonggi-do
- Trạm thu phí Jungnang (lối vào Guri): 71 Sinnae-ro, Jungnang-gu, Seoul (47-11 Sinnae-dong)
- Trạm thu phí Jungnang (về phía Pocheon): 3 Guri-Pocheon Expressway, Jungnang-gu, Seoul (12 Sinnae-dong)
- Văn phòng : 3, Đường cao tốc Guri Pocheon, Jungnang-gu, Seoul (3 Sinnae-dong)

## Lối vào nút giao thông
- Đường cao tốc đô thị Bukbu